# Jonathan Augustinsson
Hans Oskar Jonathan Augustinsson, född 30 mars 1996 i Sankt Görans församling i Stockholm, är en svensk fotbollsspelare. Han är yngre bror till fotbollsspelaren Ludwig Augustinsson.

## Karriär
Augustinsson började spela fotboll i IF Brommapojkarna och ishockey i AIK som sjuåring. I december 2014 flyttades han upp i Brommapojkarnas A-trupp och slutade därmed med ishockey. Augustinsson gjorde sin debut i Superettan den 19 april 2015 i en 1–1-match mot AFC United.
Den 15 februari 2016 värvades Augustinsson av Djurgårdens IF, där han skrev på ett fyraårskontrakt. I mars 2018 förlängde Augustinsson sitt kontrakt fram över säsongen 2021.
Den 4 december 2020 värvades Augustinsson av norska Rosenborg BK, där han skrev på ett fyraårskontrakt.